# Gunnar Holte
Gunnar Holte, född 19 november 1920 i Linköping, död 2 januari 1985, var en svensk kärnkraftsforskare med professors namn.
Gunnar Holte blev filosofie doktor och docent vid Uppsala universitet 1951. Doktorsavhandlingen handlade om neutronbromsning. Han anställdes 1953 vid AB Atomenergi och blev ansvarig för en nyinrättad sektion för reaktorfysik. Han blev forskningschef där 1964 och 1965 fick han professors namn.
Han var ledamot av statens råd för atomforskning 1964–1971, i styrelsen för Nuclear Energy Agency Dragon projekt 1961–1971 samt med i EECs JET projekt 1976
Gunnar Holte var son till folkskoleinspektör Oskar Holte och Naëmi Holte och bror till Ragnar Holte. Han var gift två gånger och fick med första makan, Inga, två söner.